# Artur Rapaport
Artur Rapaport (ur. 12 marca 1889 we Lwowie, zm. 13 sierpnia 1937 w Skolem) – polski filolog klasyczny, nauczyciel gimnazjalny żydowskiego pochodzenia, edytor i tłumacz dzieł antycznych, autor słownika grecko-polskiego.

## Edukacja
W latach 1899–1907 uczęszczał do Gimnazjum im. Franciszka Józefa we Lwowie, następnie studiował na Wydziale Filozoficznym Uniwersytetu Lwowskiego, m.in. pod kierunkiem Bronisława Kruczkiewicza, Tadeusza Sinki i Stanisława Witkowskiego. W 1913 obronił na Uniwersytecie Lwowskim doktorat na podstawie rozprawy Novi Testamenti Graeci verba recipiantne praefixa vim perfectivae actionis necne (opublikowanej we Lwowie w 1924 w serii „Studia Leopolitana”). Egzamin nauczycielski zdał w 1912.

## Praca zawodowa i naukowa
W latach 1912–1919 był nauczycielem w C. K. VI Gimnazjum we Lwowie, następnie pracował w II Państwowym Gimnazjum im. Karola Szajnochy we Lwowie. Od 1926 był członkiem Komisji Filologicznej Polskiej Akademii Umiejętności, od 1930 członkiem przybranym Towarzystwa Naukowego we Lwowie. Działał w Polskim Towarzystwie Filologicznym. W ogłaszanych publikacjach (także pod kryptonimem A. R.) zajmował się dorobkiem pisarzy klasycznych (Platona, Ksenofonta, Liwiusza). Opracował kilka wyborów dla potrzeb gimnazjów klasycznych (m.in. Iliadę Homera, (1927); Wybór z pism Platona (1927); Dzieje rzymskie Liwiusza (1925). Współpracował z czasopismami „Eos”, „Muzeum”, „Kwartalnikiem Klasycznym” i innymi periodykami naukowymi. Przełożył na język polski dzieła Ksenofonta: Wyprawa Cyrusa (1924), Sympozjon oraz wybór z pism (1929). Jedną z najcenniejszych prac Rapaporta jest Słownik grecko-polski do wyboru z pieśni Homera (Lwów, Warszawa 1932).